# 奥克什泰蒂亚

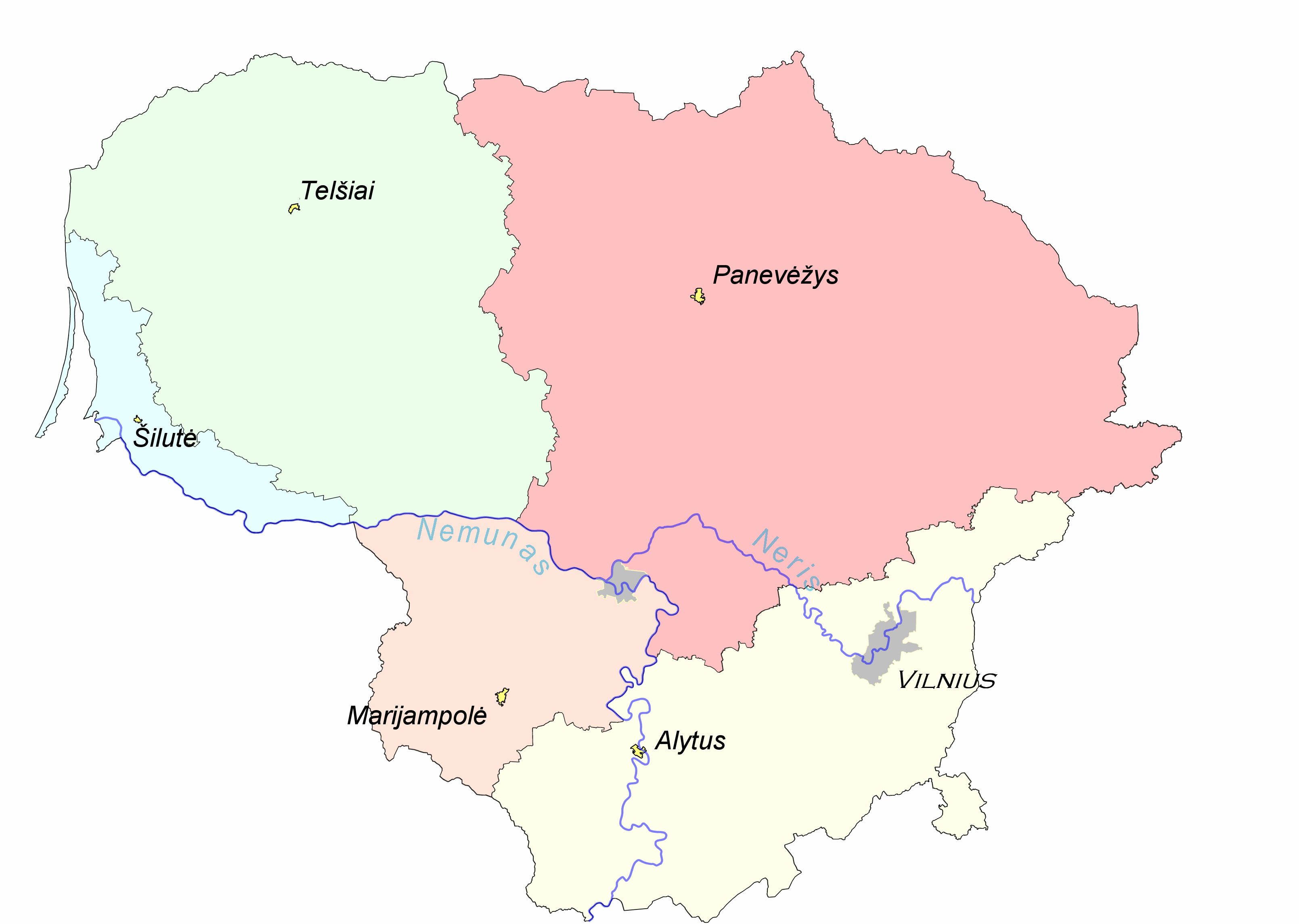
右上紅色部分是奥克什泰蒂亚

奥克什泰蒂亚（立陶宛語發音：[ɐukʃˈtɐǐːtʲɪjɐ]，意为“高地”）是立陶宛的五個傳統地區之一，「奥克什泰蒂亚」在立陶宛語中是「高地」之意。奥克什泰蒂亚位於立陶宛東北部，古代的奥克什泰蒂亚地區現在有一部分屬於拉脫維亞和白俄羅斯。奥克什泰蒂亚地區的最大城市是帕內韋日斯，其他主要城市還有約納瓦、乌泰纳、凱代尼艾、維薩吉納斯、烏克梅爾蓋、拉德維利什基斯。奥克什泰蒂亚東部地區多湖泊。奥克什泰蒂亚地區使用的主要語言是立陶宛語奥克什泰蒂亚方言，但在東部也有一些俄羅斯語和白俄羅斯語人口。奥克什泰蒂亚自2007年3月開始啟用自己的徽章和旗幟。